# Gare de Strasbourg-Ville
Gare de Strasbourg-Ville – stacja kolejowa w Strasburgu, w regionie Grand Est, we Francji. Stacja posiada 6 peronów.

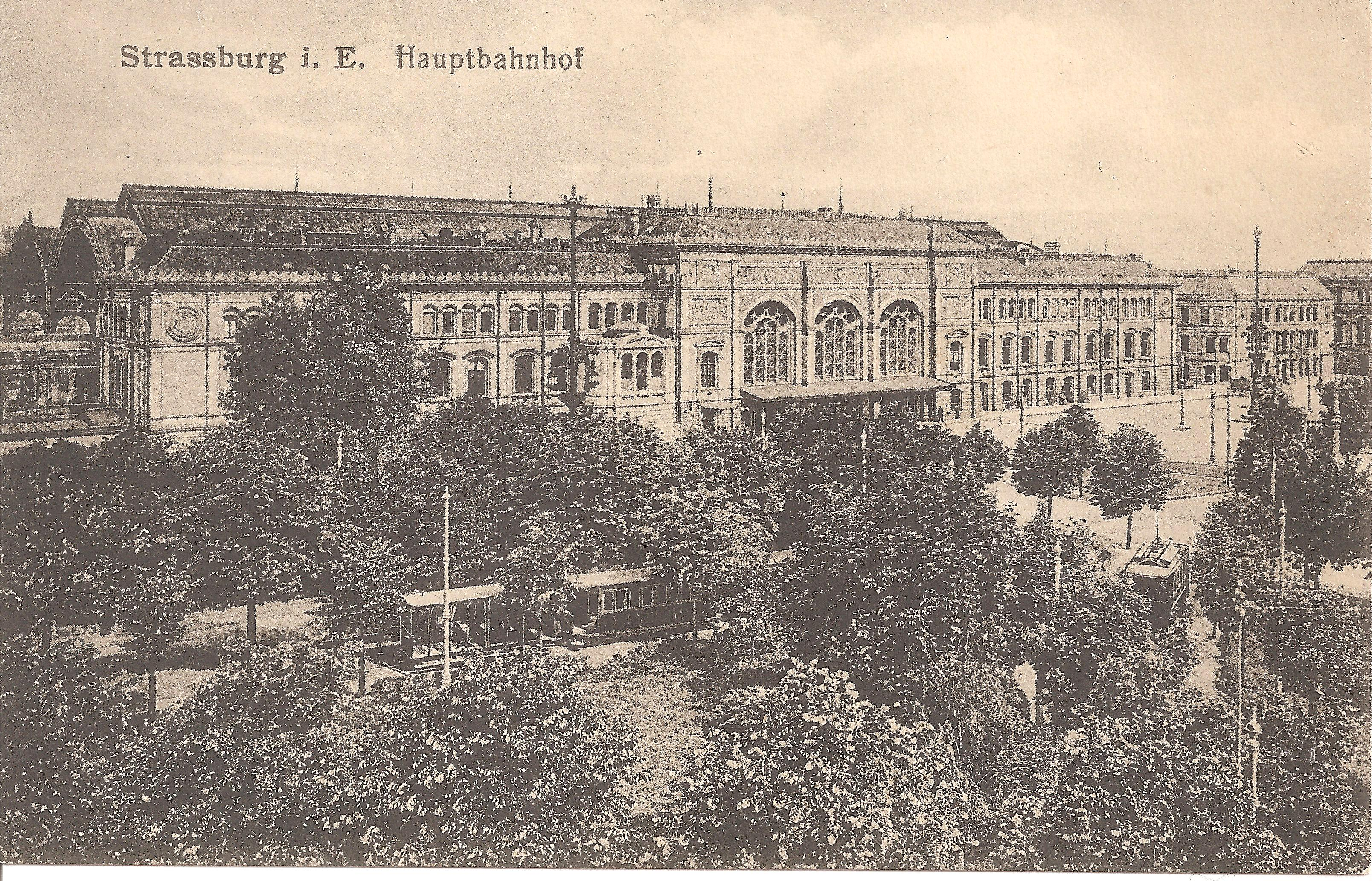
Gare de Strasbourg około 1910 roku
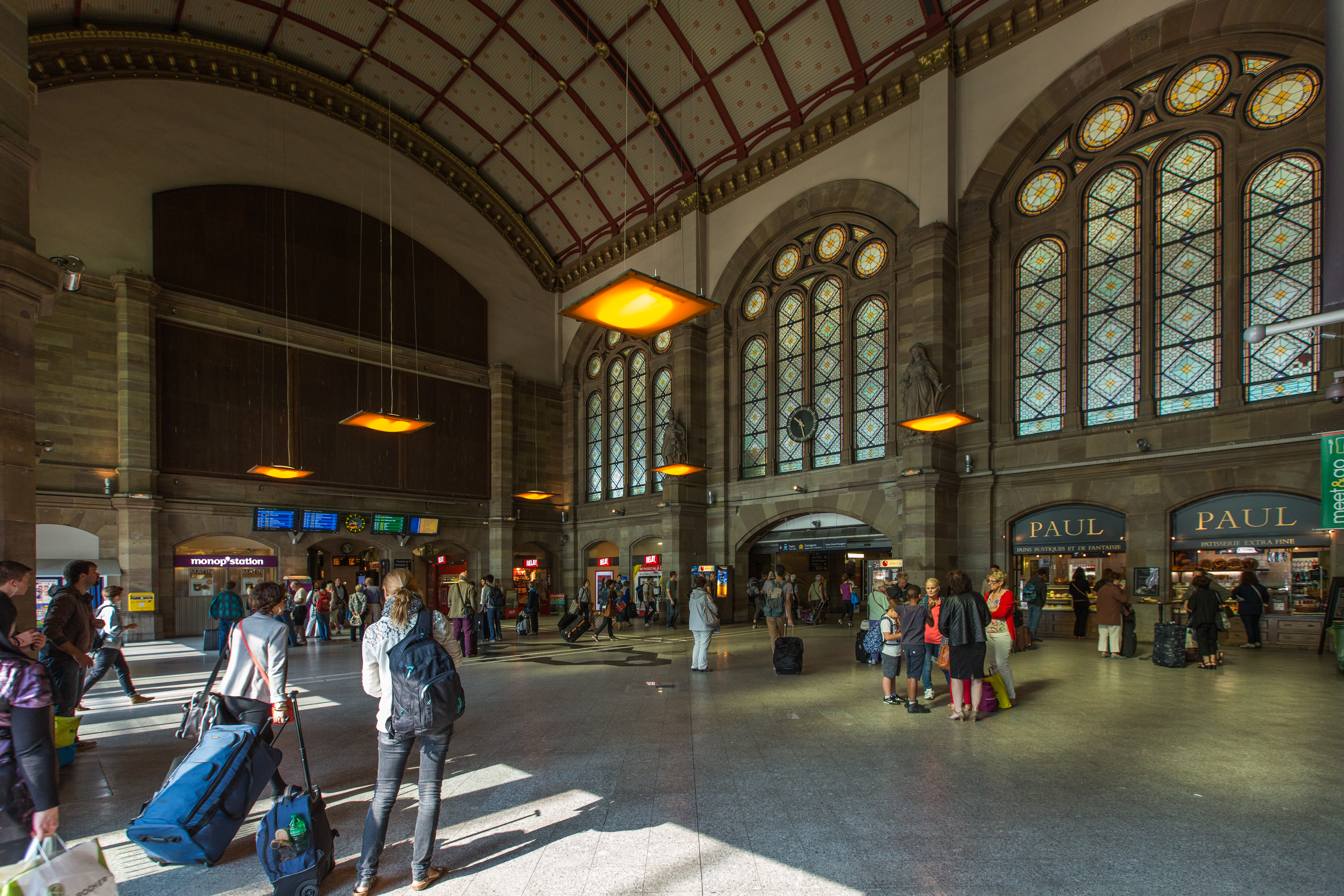
Historyczna hala główna
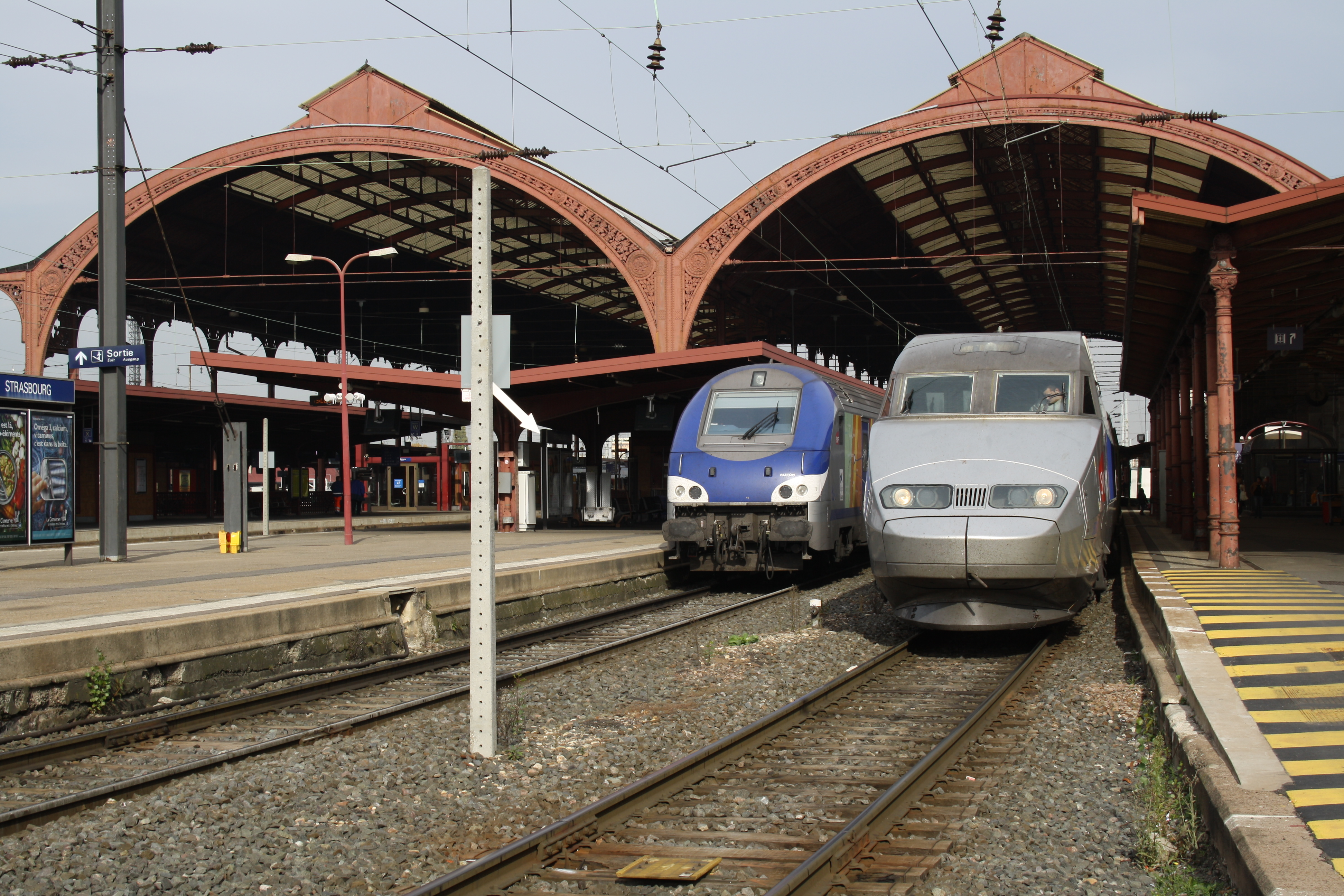
Pociąg TGV (z prawej) oraz TER (z lewej) w 2009 roku
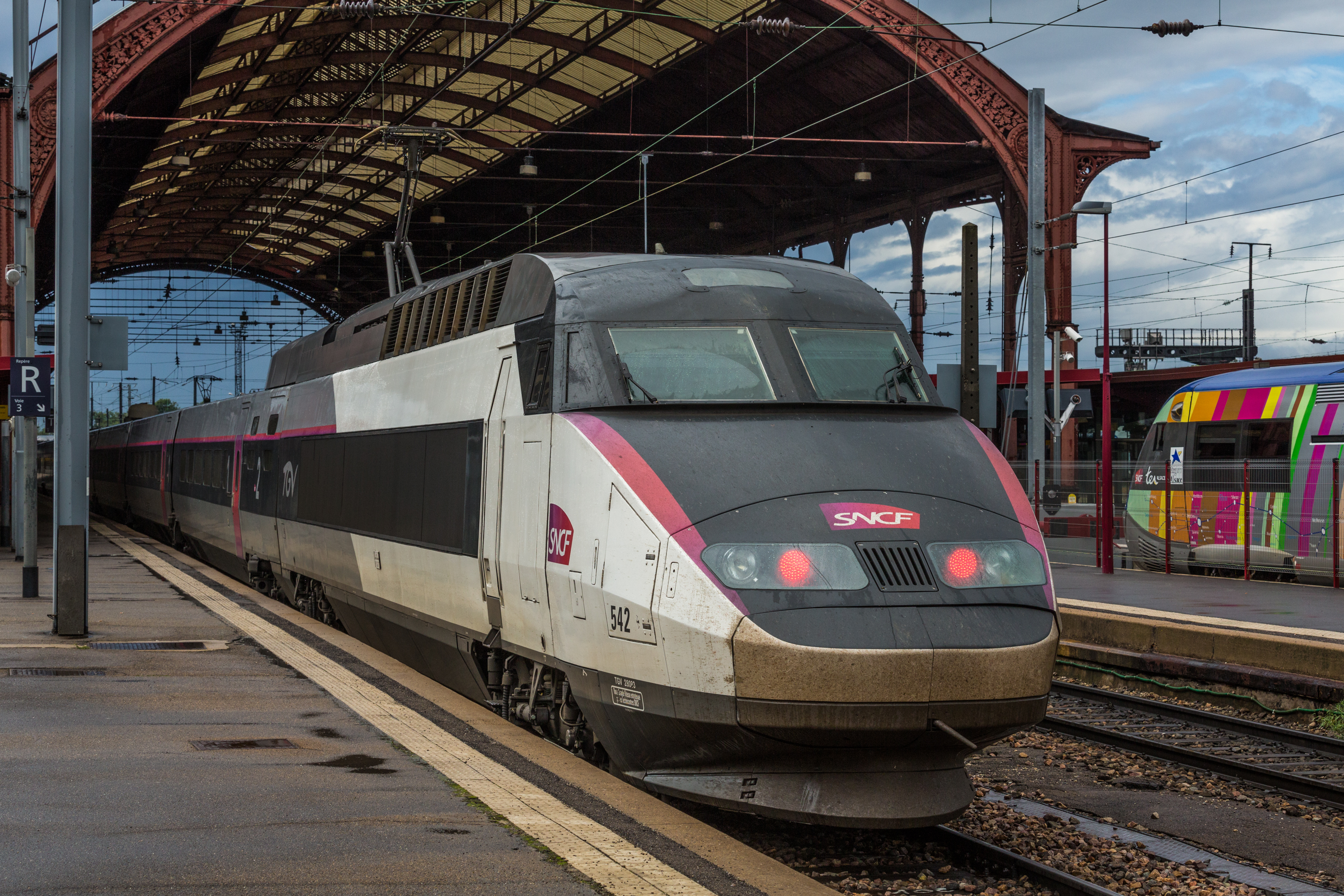
Pociąg SNCF TGV przy peronie w 2013 roku
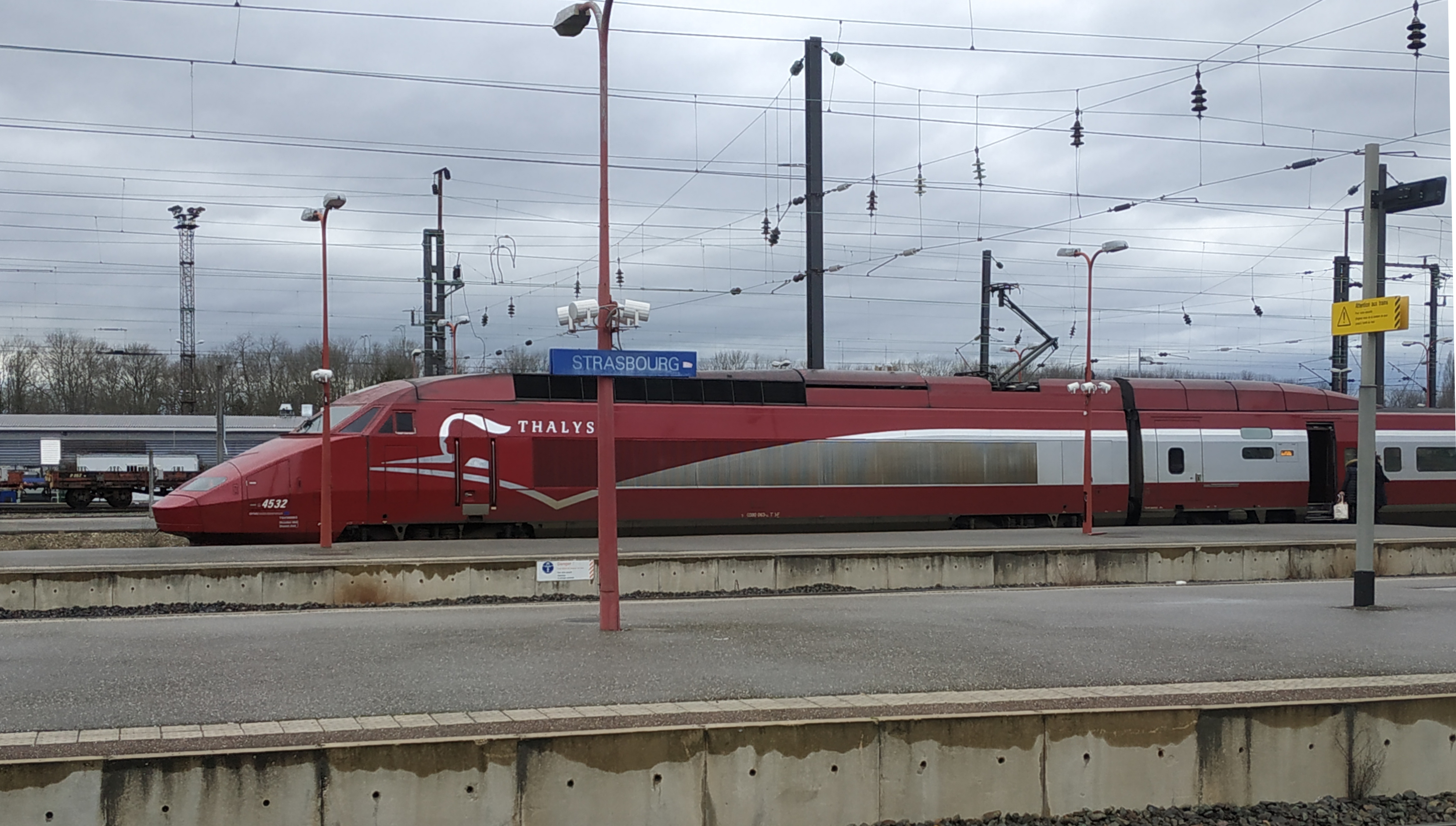
Pociąg Thalys w 2020 roku
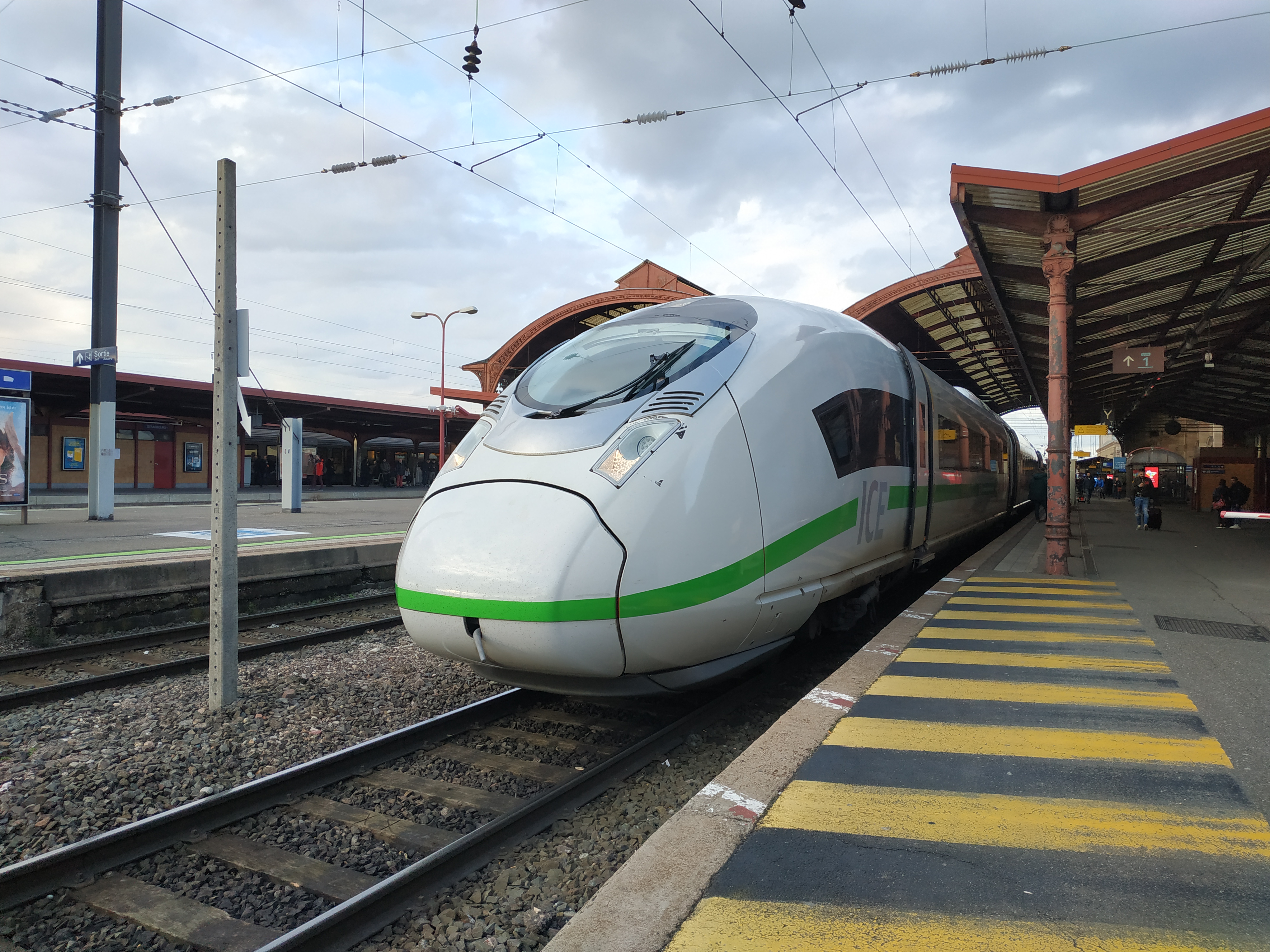
Pociąg DB ICE 3